# Atractus biseriatus
Atractus biseriatus — вид змій родини полозових (Colubridae). Ендемік Колумбії.

## Поширення й екологія
Atractus biseriatus відомі з типової місцевості, що лежить в околицях міста Манісалес у департаменті Кальдас. Вони живуть у сухих тропічних лісах.